# Alpha Particle X-ray Spectrometer
Alpha Particle X-ray Spectrometer (ang. APXS) – spektrometr (S) promieniowania rentgenowskiego (X-ray) emitowanego przez badaną powierzchnię próbek stałych pod wpływem promieniowania alfa (Alpha Particle); urządzenie do zdalnej analizy chemicznego składu powierzchni. APXS były instalowane na mechanicznych wysięgnikach łazików marsjańskich (misje Mars Pathfinder, Spirit, Opportunity, Curiosity).

## Procesy fizyczne
Identyfikacja pierwiastków chemicznych w badanych próbkach polega na bombardowaniu ich powierzchni strumieniem cząstek alfa (jąder helu). Na tej powierzchni zachodzą procesy fizyczne: 
- wytrącenia elektronów z ich wewnętrznych powłok elektronowych i emisja promieniowania rentgenowskiego (X) w czasie ich spontanicznego powrotu na orbitale o najniższej energii,
- elastyczne rozpraszanie cząstek alfa przez jądra atomów powierzchni próbki,
- zderzenia prowadzące do reakcji jądrowych, zachodzących z uwalnianiem neutronów i protonów (zob. np. emisja neutronu).

W APXS źródłem promieniowania alfa jest zwykle kiur, Cm-244 (czas połowicznego rozpadu: 18,1 lat) – promieniotwórczy izotop pierwiastka odkrytego w roku 1944 przez G.T. Seaborga, A. Ghiorso i R. A. Jamesa, który został nazwany na cześć Marii i Piotra Curie (łac. Curium). Podczas rozpadu alfa powstaje – poza strumieniem cząstek alfa – promieniowanie rentgenowskie, co komplikuje interpretację rejestrowanych widm – informacje o charakterystycznym promieniowaniu X próbki uzyskuje się uwzględniając emisję ze źródła α.
Ze względu na złożony charakter przemian fizycznych określenie składu chemicznego badanego materiału – marsjańskich skał lub „gleby” wymaga równoczesnego stosowania różnych rodzajów detektorów. W czasie misji Mars Pathfindera (1997) na łaziku Sojourner znajdował się APXS z detektorami promieniowania korpuskularnego. Stwierdzono wówczas, że w przypadku lekkich pierwiastków na powierzchni próbki (w tym węgla i tlenu) najbardziej przydatne jest badanie promieniowania alfa (energia i liczba, związane z – odpowiednio – rodzajem pierwiastka i jego stężeniem). W odniesieniu do pierwiastków o liczbach atomowych z zakresu Z = 9–14 za charakterystyczne uznano wartości energii uwalnianych protonów (p), a dla pierwiastków najcięższych (najmniej rozpowszechnionych) – widmo emitowanego promieniowania rentgenowskiego. W kolejnych wersjach APXS wyeliminowano konieczność rejestracji p – zwiększono liczbę detektorów alfa i udoskonalono konstrukcję spektrometru X. 

## Alpha-Proton X-ray Spectrometer
Pierwsze wersje urządzenia, wyposażone w detektor cząstek alfa, protonów i promieniowania rentgenowskiego, były już w latach 60. XX w. instalowane w amerykańskich łazikach Surveyor V, VI i VII (1967–1968); APXS znajdowało się też w radzieckiej sondzie Phobos (1988). Jego zastosowanie przewidywał również program nieudanej misji Mars-96. 
W czasie misji Pathfindera (1996–1997) na łaziku Surveyor znajdował się APXS o masie 600 g i zapotrzebowaniu mocy 300 mW, przygotowany do badań stężenia pierwiastków występujących w ilościach ok. 1 % (w tym C, N i O). Wiązka promieniowania alfa, pochodząca z Cm-244 (50 mCi), była kierowana na badaną powierzchnię o średnicy 50 mm. Do rejestrowania widma rentgenowskiego oraz sygnałów odbieranych przez detektory promieniowania korpuskularnego (cząstki alfa i protony) służył moduł elektroniczny o wymiarach 80×70×60 mm.

## MER i MSL APXS
Zastosowany w czasie misji Pathfindera APXS (Sojourner) był udoskonalany w czasie kolejnych misji. W latach 2003–2004 stosowano urządzenia znane jako MER APXS, gdzie skrót MER pochodzi od nazwy podwójnej misji NASA – Mars Exploration Rover, która objęła misje MER-A (ang. Spirit, pol. „Duch”, start: 10 czerwca 2003) i MER-B (ang. Opportunity, pol. „Sposobność”, start: 8 lipca 2003).
W głowicy MER APXS, montowanej na wysięgnikach łazików Opportunity i Spirit, umieszczono sześć emitorów z Cm-244, które pokryto warstwą glinu o grubości 3 µm (zmniejszenie energii emitowanych cząstek α z 5,8 do 5,2 MeV). W kolimatorze jest wytwarzana wiązka równoległa o średnicy 38 mm. Wokół źródeł emisji rozmieszczono sześć detektorów rozproszonych cząstek alfa. Krzemowy detektor promieniowania rentgenowskiego umieszczono w centrum. Czas rejestracji jednego widma wynosi co najmniej 10 godzin.
Symbol MSL APXS przypisano kolejnej generacji spektrometrów, zmodyfikowanych w ramach przygotowań do misji Mars Science Laboratory (Curiosity, start: 26 listopada 2011). Zmiany w stosunku do MER APXS objęły m.in. podwojenie ilości Cm-244 w źródle (700 μg, 600 mCi) i zastosowanie modułu Peltiera do chłodzenia detektora X-ray, co umożliwiło pracę w czasie marsjańskiego dnia. Na ramieniu łazika umieszczono bazaltowy wzorzec, umożliwiający kalibrację spektrometru; przewidziano możliwość wykorzystania ok. 20-sekundowych widm rentgenowskich do sterowania ruchem wysięgnika w czasie zbliżania głowicy do próbki. Głowica z czujnikami może kontaktować się z badaną powierzchnią lub unosić się nad nią w określonej odległości, zwykle mniejszej niż 2 cm. 
MSL APXS ma kilkakrotnie większą czułość niż MER APXS – około trzykrotnie w przypadku pierwiastków o małych liczbach atomowych (Z) i około sześciokrotnie większą w przypadku pierwiastków o większych Z. Analizy małych stężeń, np. na poziomie 100 ppm dla Ni i ok. 20 ppm dla Br, trwają ok. 3 godziny. Analiza składników występujących w ilościach ok. 0,5 % (np. Na, Mg, Al, Si, Ca, Fe, S) jest wykonywana w ciągu 10 minut (lub mniej).
W czasie analizy można zarejestrować do 13 badanych widm (zbiorów kolejnych sygnałów czujników); zgromadzone zbiory danych są – zgodnie z wewnętrznym oprogramowaniem – dzielone na równe przedziały czasowe, po czym jest kontrolowana powtarzalność oznaczeń emisji; sporządzany raport końcowy jest zbiorem danych o znanej precyzji.

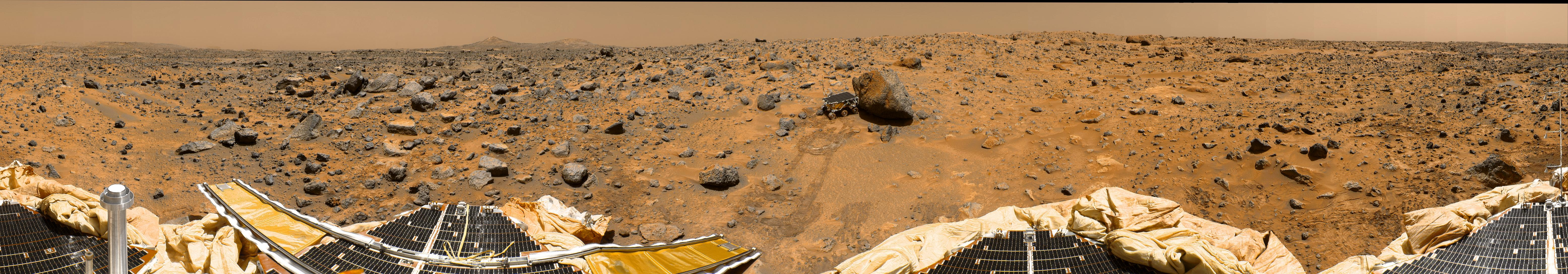
Panorama marsjańska (widoczna trasa Sojournera do skały Yogi)

## Wyniki badań (przykład misjiPathfinder)

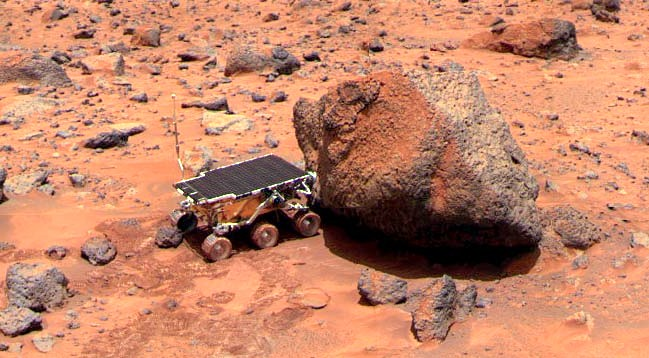
Skała Yogi badana przez Sojournera misji Mars Pathfinder (1997)

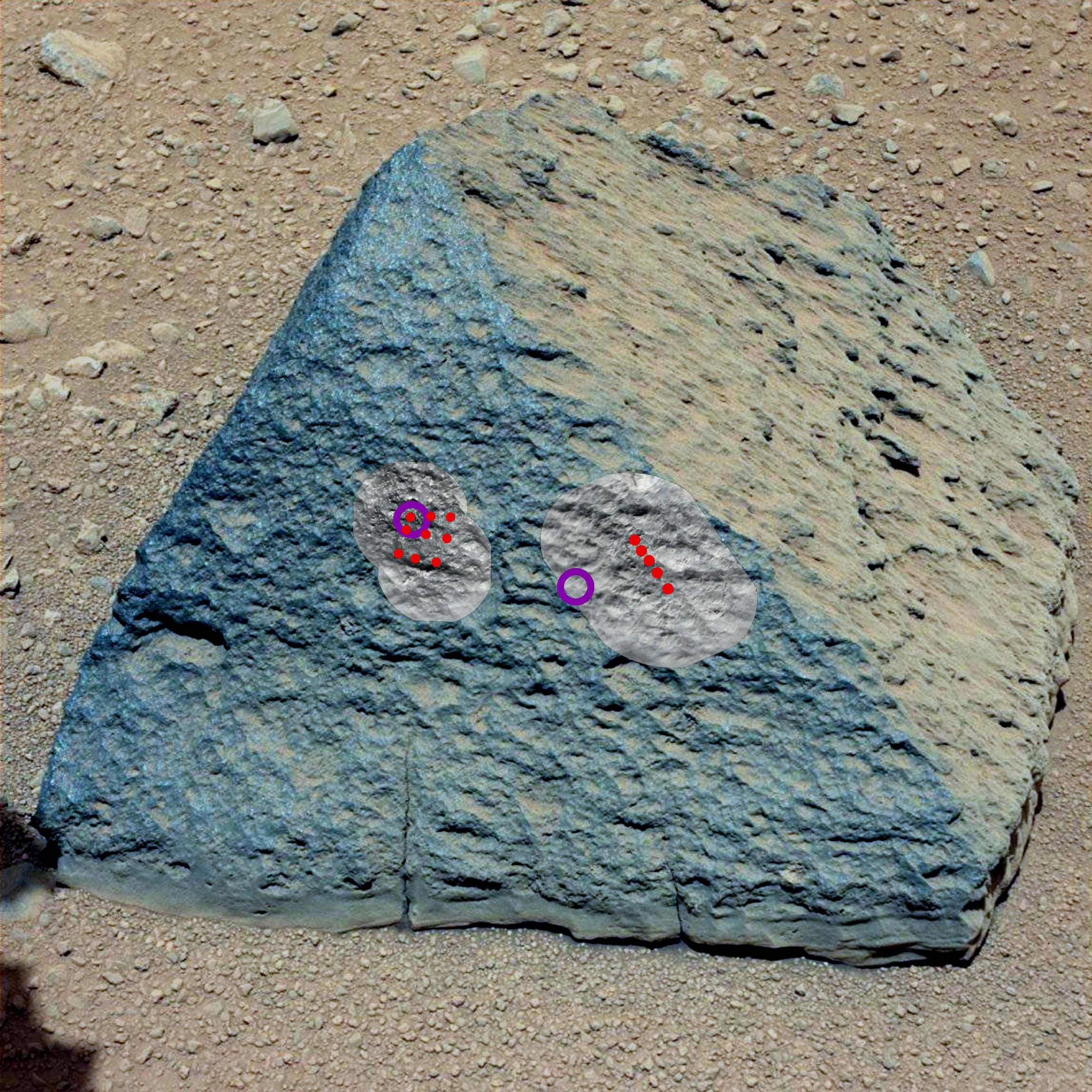
Skała Jake Matijevic, badana z użyciem MSL APXS misji Curiosity (2012)

| Pierwiastek | „Gleba” A-2 | „Gleba” A-4 | „Gleba” A-5 | „Barnace Bil” A-3 | „Yogi” A-7 | Skorupa Ziemi |
| tlen        | 42,5        | 43,9        | 43,2        | 45                | 44,6       | 46,6          |
| magnez      | 3,2         | 3,8         | 2,6         | 3,1               | 1,9        | 2,1           |
| sód         | 5,3         | 5,5         | 5,2         | 1,9               | 3,8        | 2,8           |
| glin        | 4,2         | 5,5         | 5,4         | 6,6               | 6          | 8,1           |
| krzem       | 21,6        | 20,2        | 20,5        | 25,7              | 23,8       | 27,7          |
| fosfor      | *           | 1,5         | 1           | 0,9               | 0,9        |               |
| siarka      | 1,7         | 2,5         | 2,2         | 0,9               | 1,7        |               |
| chlor       | *           | 0,6         | 0,6         | 0,5               | 0,6        |               |
| potas       | 0,5         | 0,6         | 0,6         | 1,2               | 0,9        | 2,6           |
| wapń        | 4,5         | 3,4         | 3,8         | 3,3               | 4,2        | 3,6           |
| tytan       | 0,6         | 0,7         | 0,4         | 0,4               | 0,5        |               |
| chrom       | 0,2         | 0,3         | 0,3         | 0,1               | 0          |               |
| żelazo      | 15,2        | 11,2        | 13,2        | 9,9               | 10,7       | 5             |
| nikiel      | *           | *           | 0,1         | *                 | *          |               |